# ساموش
ساموش (به صربی: Samoš) یک منطقهٔ مسکونی در صربستان است که در Kovačica Municipality واقع شده‌است. ساموش ۱٬۲۴۷ نفر جمعیت دارد و ۸۹ متر بالاتر از سطح دریا واقع شده‌است.